# Municipio de Edenville
El municipio de Edenville (en inglés: Edenville Township) es un municipio ubicado en el condado de Midland en el estado estadounidense de Míchigan. En el año 2010 tenía una población de 2551 habitantes y una densidad poblacional de 27,43 personas por km².

## Geografía
El municipio de Edenville se encuentra ubicado en las coordenadas 43°45′55″N 84°26′31″O / 43.76528, -84.44194. Según la Oficina del Censo de los Estados Unidos, el municipio tiene una superficie total de 93.01 km², de la cual 90,14 km² corresponden a tierra firme y (3,09 %) 2,87 km² es agua.

## Demografía
Según el censo de 2010, había 2551 personas residiendo en el municipio de Edenville. La densidad de población era de 27,43 hab./km². De los 2551 habitantes, el municipio de Edenville estaba compuesto por el 97,26 % blancos, el 0,16 % eran afroamericanos, el 0,59 % eran amerindios, el 0,47 % eran asiáticos, el 0,12 % eran de otras razas y el 1,41 % eran de una mezcla de razas. Del total de la población el 0,71 % eran hispanos o latinos de cualquier raza.